# 朴慶南
朴 慶南（パク・キョンナム、박경남、1950年 - ）は、韓国籍の日本の作家、エッセイスト。先住民族アイヌの権利回復を求める署名呼びかけ人 をつとめる。

## 人物
鳥取県米子市生まれ。3歳の時に父親の転勤で鳥取市へ転居する。鳥取市立遷喬小学校、鳥取市立北中学校、鳥取県立鳥取西高等学校を経て、立命館大学文学部史学科卒業。在日韓国・朝鮮人として、高校までは日本名の新井慶子を名乗っていたが、大学進学とともに朝鮮名の朴慶南を名乗る。大学卒業後、構成作家などを経て本格的な作家活動を開始。
1992年、第10回青丘文化奨励賞を受賞した。
前田日明・金守珍との鼎談で、金守珍が「在日に違いない。半分は疑いながらも、そう信じていた。僕ら小学校時代から高校まで、強い人はみんなコリアンにしてきたんですよ。今でも朝鮮学校に行ってる子供はそうですよ」「そうあってほしいという願望があるんです。在日はよくスポーツ選手や芸能人のことを、『あの人もコリアンらしい』などと言いますよね」と発言し、それに対して前田日明が「親父たちの世代の言うこと聞いていると、ゴジラもウルトラマンも、全部コリアンということになる」と発言し、それに対して朴は「アハハハ。そう、そう」と賛同し、在日コリアンが、日本の著名人を根拠なく在日コリアンやコリアン系の同胞であると主張する在日認定行為が頻繁に在日社会で行われていることを証言している。（在日認定参照）

## 社会運動
- 2004年に中山千夏・辛淑玉と共におんな組いのちを立ち上げ世話人となる。同組では鳥取県生まれに引っ掛け「在日鳥取人」として活動中。
- 2004年、在日韓国人の参政権を実現するため、田中宏、内海愛子、金敬得ら[3]と定住外国人の地方参政権を実現させる日・韓・在日ネットワークを結成。在日本大韓民国民団などと協力して積極的に活動をしている。
- 2009年3月、辛淑玉らと共に戦争と女性の人権博物館の呼びかけ人となる[4]
- 2009年11月18日、中山千夏・辛淑玉と共に日本軍慰安婦問題の立法解決を求める緊急120万人署名の賛同人になる。

## 主な作品
- 『私以上でもなく、私以下でもない私』朴慶南（2003年、岩波書店）
- 『横浜ルネサンス』横浜信用金庫「横浜ルネサンス」制作室編（2003年、ダイヤモンド社）
- 『生きることを励ます。「江東区に夜間中学を!20年目の願い」講演会全記録』江東区に夜間中学・日本語学級を作る会編（2002年、樹花舎）
- 『続・生きること学ぶこと　ゲスト講和集』清水寛編著（2002年、創風社）
- 『クレドサラヤジ　それでも生きていかなくちゃ』朴慶南、セキ・ウサコ（2000年、北水）
- 『なんとかなるよ、大丈夫』朴慶南（1998年、小学館）
- 『命さえ忘れなきゃ(シリーズ生きる)』朴慶南（1997年、岩波書店）
- 『私の好きな松本さん』朴慶南（1995年、三五館）
- 『いつか会える』朴慶南（1995年、毎日新聞社）
- 『ポッカリ月が出ましたら』朴慶南（1992年、三五館）
- 『クミヨ（ゆめよ）！―キョンナムさんと語る』朴慶南（1990年、未來社）